# Щучин (Білорусь)

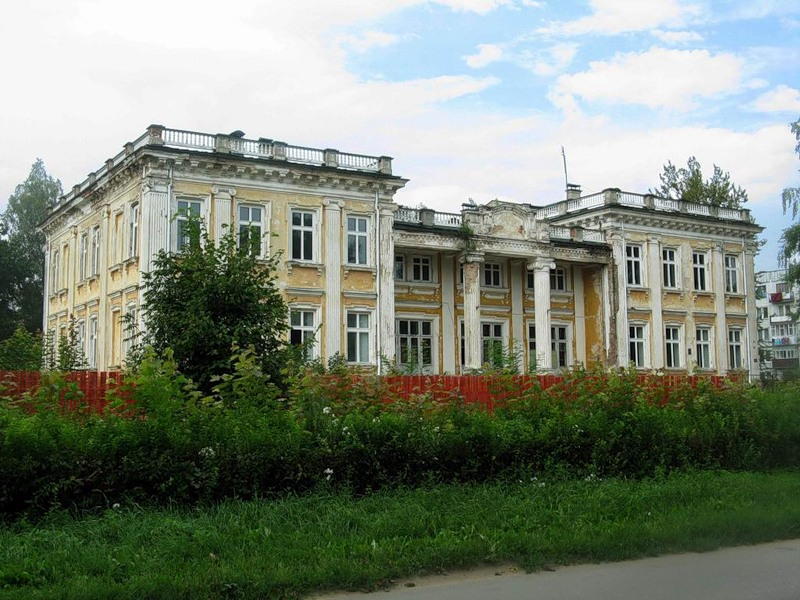
Палац Друцьких-Любецьких у Щучині

Щу́чин (біл. Шчучын, пол. Szczuczyn) — місто, адміністративний центр Щучинського району Гродненської області Білорусі.
Населення — 15 000 мешканців (2010).
Розташоване за 57 км на схід від Гродно, за 7 км від залізничної станції Рожанка на лінії Ліда — Гродно.

## Історія

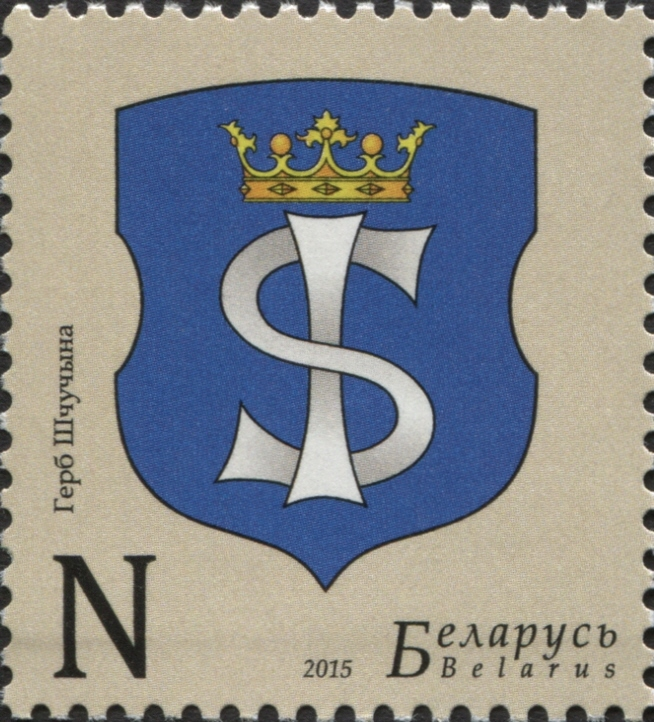
Марка Білорусі з гербом Щучина

Станом на 1885 рік у колишньому власницькому містечку, центрі Щучинської волості Лідського повіту Віленської губернії мешкало 1866 осіб, налічувалось 5 дворових господарств, існували православна церква, костел, каплиця, синагога, єврейський молитовний будинок, аптека, поштова станція, 29 лавок, 5 постоялих будинків, винокурний, цегельний і поташний заводи, відбувалось 2 місячних щорічних ярмарки.
За переписом 1897 року кількість мешканців зросла до 1742 осіб (869 чоловічої статі та 873 — жіночої), з яких 390 — православної віри, 1356 — юдейської.

## Відомі особистості
В місті народився:
- Стацкевич Фелікс Іванович (1879—1967) — білоруський письменник-мемуарист, громадський діяч.